# Jebiniana (délégation)
Jebiniana est une délégation tunisienne dépendant du Gouvernorat de Sfax.
Elle se divise en huit imadas : Blettech, Botria, El Ajenga, El Glelja, El Houdh, Ellouza, Hazeg et Jebiniana.
En 2004, elle compte 44 029 habitants dont 21 764 hommes et 22 265 femmes répartis dans 9 502 ménages et 10 751 logements.